# Synowie Anarchii
Synowie Anarchii (ang. Sons of Anarchy) – amerykański serial sensacyjny nadawany przez stację FX w latach 2008–2014. Zadebiutował na antenie 3 września 2008 roku.
Wyemitowano siedem serii serialu. 9 grudnia 2014 r. został wyemitowany ostatni (92.) odcinek zatytułowany „Papa’s Goods”.

## Fabuła
Serial opowiadający o gangu motocyklistów z Kalifornii „Sons of Anarchy”, który stara się chronić kalifornijskie miasteczko Charming przed dilerami narkotyków i wielkimi deweloperami.

## Obsada

### Główna
- Charlie Hunnam jako Jackson „Jax” Teller
- Katey Sagal jako Gemma Teller Morrow
- Ron Perlman jako Clarence „Clay” Morrow
- Mark Boone Junior jako Robert „Bobby” Munson
- Dayton Callie jako Wayne Unser, szef policji
- Kim Coates jako Alex „Tig” Trager
- Tommy Flanagan jako Filip „Chibs” Telford
- Ryan Hurst jako Harry „Opie” Winston
- Johnny Lewis jako Kip „Half Sack” Epps
- William Lucking jako Piermont „Piney” Winston
- Theo Rossi jako Juan-Carlos „Juice” Ortiz
- Maggie Siff jako Tara Knowles

### Gościnna
- Emilio Rivera jako Marcus Alvarez (sezon 1–)
- Kurt Sutter jako „Duży” Otto Delaney (sezon 1–6)
- Michael Marisi Ornstein jako Chuck Marstein (sezon 1–)
- Nicholas Guest jako głos Johna Tellera (sezon 1–)
- Olivia Burnette jako Homeless Woman (sezon 1–6)
- Tory Kittles jako Laroy Wayne (sezon 1–4)
- Patrick St. Esprit jako Elliott Oswald (sezon 1–4, 6–)
- James Carraway jako Floyd (sezony 1–4)
- Kenneth Choi jako Henry Lin (sezony 1–3, 5–)
- Tayler Sheridan jako główny zastępca David Hale (sezon 1–3)
- Jamie McShane jako Cameron Hayes (sezony 1–3)
- Mitch Pileggi jako Ernest Darby (sezon 1–3, 6–)
- Marya Delver jako oficer Candy Eglee (sezon 1–3)
- Jake Barbee jako Jake Spiller (sezon 1–3)
- Tom Everett Scott jako Rosen (sezon 1–2)
- Ally Walker jako agent June Stahl(sezon 1–3)
- Julie Ariola jako Mary Winston (sezon 1–2)
- Lela Jane Cortines jako Ellie Winston (sezon 1–2)
- John Abendroth jako Kenny Winston (sezon 1–2)
- Dendrie Taylor jako Luann Delaney (sezon 1–2)
- Glenn Plummer jako szeryf Vic Trammel (sezon 1–2)
- Taryn Manning jako Cherry/Rita (sezon 1 and 3)
- Sprague Grayden jako Donna Winston (sezon 1)
- Jay Karnes jako agent Joshua Kohn (sezon 1)
- Keir O’Donnell jako Lowell Harland Jr. (sezon 1)
- Jeff Kober jako Jacob Hale Jr. (sezon 2–)
- Winter Ave Zoli jako Lyla Winston (sezon 2–)
- McNally Sagal jako Margaret Murphy (sezon 2–)
- Kristen Renton jako Ima (sezon 2–6)
- Kenny Johnson jako Herman Kozik (sezony 2–4)
- Tom Arnold jako Georgie Caruso (sezon 2–4)
- Titus Welliver jako Jimmy O’Phelan (sezon 2–3)
- Bellina Logan jako Fiona Larkin (sezon 2–3)
- Adam Arkin jako Ethan Zobelle (sezon 2)
- Henry Rollins jako AJ Weston (sezon 2)
- Callard Harris jako Edmond Hayes (sezon 2)
- Sarah Jones jako Polly Zobelle (sezon 2)
- Christopher Douglas Reed jako Philip „Brudny Phil” Russell (sezon 3–6)
- Frank Potter jako Eric Miles (sezon 3–4)
- Leo Fitzpatrick jako Shepard (sezon 3)
- Hal Holbrook jako Nate (sezon 3)
- Robin Weigert jako Ally Lowen (sezon 3 and 5–)
- Pamela J. Gray jako agent Amy Tyler (sezon 3)
- Andy McPhee jako Keith McGee (sezon 3)
- Dan Hildebrand jako Sean Casey (sezon 3)
- Q’orianka Kilcher jako Kerrianne Larkin-Telford (sezon 3)
- James Cosmo jako ojciec Kellen Ashby (sezon3)
- Jose Pablo Cantillo jako Hector Salazar (sezon 3)
- Arie Verveen jako Liam O’Neill (sezon 3)
- Paula Malcomson jako Maureen Ashby (sezon 3)
- Zoe Boyle jako Trinity Ashby (sezon 3)
- Timothy V. Murphy jako Gaelan O’Shay (sezon 4–6)
- Rockmond Dunbar jako porucznik Eli Roosevelt (sezon 4–6)
- Benito Martinez jako Luis Torres (sezon 4–5)
- Danny Trejo jako Romero „Romeo” Parada (sezon 4–5)
- Walter Wong jako Chris „V-Lin” Von Lin (sezon 4–6)
- Rachel Miner a jako Dawn Trager (sezon 4–5)
- Merle Dandridge jako Rita Roosevelt (sezon 4–5)
- David Rees Snell jako Agent Grad Nicholas (sezon 4)
- Randolph Mantooth jako Charlie Horse (sezon 4)
- Donal Logue jako Lee Toric (sezon 5–6)
- Harold Perrineau jako Damon Pope (sezon 5)
- Chuck Zito jako Frankie Diamonds (sezon 5)
- Billy Brown jako August Marks (sezon 5–)
- Walton Goggins jako Venus Van Damme/Vincent Noone (sezon 5–)
- Jeff Wincott jako Jimmy Cacuzza (Seazon 1,5 and 6)
- Chuck Zito jako Frankie Diamonds (sezon 5)
- Chris Browning jako GoGo (sezon 5)
- Kurt Yaeger jako Greg „The Peg” (Season 5)
- Peter Weller jako Charles Barosky (sezon 6)
- Kim Dickens jako Colette Jane (sezon 6)
- Steve Howey jako Hopper (sezon 6)
- CCH Pounder jako Tyne Patterson (sezon 6)

## Emisja w Polsce
Serial był emitowany od 11 listopada 2010 roku przez stację Fox Polska pod nazwą Sons of Anarchy oraz od 4 września 2011 roku na kanale TVP HD jako Synowie Anarchii.

## Odcinki
| Sezon | Sezon | Odcinki | Oryginalna emisja | Oryginalna emisja | Oryginalna emisja | Oryginalna emisja   |
| Sezon | Sezon | Odcinki | Premiera sezonu   | Finał sezonu      | Premiera sezonu   | Finał sezonu        |
| ----- | ----- | ------- | ----------------- | ----------------- | ----------------- | ------------------- |
|       | 1     | 13      | 3 września 2008   | 26 listopada 2008 | 11 listopada 2010 | 13 stycznia 2011    |
|       | 2     | 13      | 8 września 2009   | 1 grudnia 2009    | 13 stycznia 2011  | 7 kwietnia 2011     |
|       | 3     | 13      | 7 września 2010   | 30 listopada 2010 | 12 lipca 2011     | 4 października 2011 |
|       | 4     | 14      | 6 września 2011   | 6 grudnia 2011    | 10 lipca 2012     | 9 października 2012 |
|       | 5     | 13      | 11 września 2012  | 4 grudnia 2012    | 18 września 2013  | 11 grudnia 2013     |
|       | 6     | 13      | 10 września 2013  | 10 grudnia 2013   | brak danych       | brak danych         |
|       | 7     | 13      | 9 września 2014   | 9 grudnia 2014    | brak danych       | brak danych         |